# Липаткин, Николай Владимирович
Никола́й Влади́мирович Липа́ткин (род. 23 мая 1986, Москва, СССР) — российский футболист, полузащитник.

## Карьера
Воспитанник московской СДЮШОР «Трудовые резервы». Несколько лет играл в дублирующем составе московского «Динамо». В 2008 году пополнил ряды клуба «МВД России». В 2009—2010 годах выступал за «Сибирь», вместе с которой стал финалистом Кубка России. В 2011 году подписал контракт с «Петротрестом». В 2012 году провёл 7 матчей в чемпионате Белоруссии за «Гомель», а также 2 матча в Лиге Европы против «Ливерпуля» (0:3 и 0:1). В 2013 году перешёл в «Коломну». В январе 2014 года подписал контракт с «Химками». В 2015—2017 годах защищал цвета клуба «Домодедово».

## Достижения
- Финалист Кубка России: 2009/10
- Серебряный призёр Первого дивизиона: 2009
- Победитель зоны «Запад» Второго дивизиона (2): 2008, 2011/12
- Бронзовый призёр зоны «Запад» Второго дивизиона: 2013/14